# Моят път е да те обичам
Моят път е да те обичам (на испански: Mi camino es amarte) е мексиканска теленовела, режисирана от Исаяс Гомес и Алехандро Гамбоа и продуцирана от Никандро Диас Гонсалес за ТелевисаУнивисион през 2022 г. Версията, разработена от Хуан Карлос Алкала в сътрудничество с Роса Саласар Аренас, Хулиан Агилар и Хосе Рубен Нуниес и литературна редакция от Мария дел Пилар Педроса, е базирана на чилийската теленовела El camionero, създадена от Висенте Сабатини през 2016 г.
В главните роли са Сусана Гонсалес и Габриел Сото, а в отрицателните – Марк Тачер, Химена Ерера, Сара Коралес, Алберто Естрея, Фабиан Роблес, Алфредо Гатика и Никол Куриел.

## Сюжет
Гилермо Сантос Перес си изкарва прехраната, карайки своя камион. Освен че е любящ към семейството си, той иска да създаде дом с Урсула, жена с тъмно минало, на която току-що е предложил брак. Когато всичко върви по план, Оливия, бившата му приятелка, на ръба на смъртта, му признава, че имат дъщеря и го моли да я потърси в дома на Даниела Гаярдо и Фаусто Белтран, осиновителите на Исабела. Гилермо отива в дома на семейство Белтран, за да се срещне с дъщеря си, където го бъркат с новия асистент на Даниела.
Даниела е успешен ландшафтен дизайнер, която не успява да сбъдне мечтата си да носи дете в утробата си. Гилермо решава да работи с Даниела, за да бъде близо до Исабела, докато потвърждава с ДНК тест, че той е неин баща. Благодарение на ежедневното съжителство, той става довереник на Даниела и така открива самотата, в която тя живее и че единствената ѝ радост в живота е Исабела. Даниела и Гилермо започват да се влюбват, но решават да премълчат чувствата си, за да спазят ангажиментите си към партньорите си.

## Актьори
- Сусана Гонсалес – Даниела Гаярдо червен де Белтран
- Габриел Сото – Гилермо "Мемо" Сантос Перес
- Марк Тачер – Фаусто Белтран Рубалкаба
- Химена Ерера – Карен Замбрано де Леон
- Сара Коралес – Урсула Ернандес
- Моника Санчес – Ампаро Сантос Перес де Ернандес
- Алберто Естрея – Макарио Ернандес
- Леонардо Даниел – Еухенио Самбрано-Торес
- Фабиан Роблес – Аарон Пелаес
- Ара Салдивар – Хесуса "Чучита" Галван
- Хулиан Фигероа – Леонардо Сантос Перес
- Родриго Бранд – Хуан Пабло "Хуанпа" Гаярдо червен
- Карлос Саид – Себастиан "Себас" Самбрано де Леон
- Карла Ескивел – Габриела "Габи" Ернандес Сантос
- Диана Харо – Гуадалупе "Лупита" Ернандес Сантос
- Алфредо Гатика – Сесар Рамирес
- Камил Мина – Исабела Белтран Гаярдо / Исабела Сантос
- Андре Себастиан Гонсалес – Хосе Мария "Чема" Ернандес Сантос
- Никол Куриел – Стефани Малдонадо
- Ингрид Марц – Мартина Перес де Сантос
- Серхио Рейносо – Умберто Сантос

## Премиера
Премиерата на „Моят път е да те обичам“ е на 7 ноември 2022 г. по Las Estrellas. Последният 92 епизод е излъчен на 12 март 2023 г.
| Година    | Излъчване              | Брой епизоди | Премиера       | Премиера         | Финал        | Финал            |
| Година    | Излъчване              | Брой епизоди | Дата           | Зрители (в млн.) | Дата         | Зрители (в млн.) |
| --------- | ---------------------- | ------------ | -------------- | ---------------- | ------------ | ---------------- |
| 2022-2023 | понеделник-петък 20:30 | 92           | 7 ноември 2022 | 3.2              | 12 март 2023 | 4.0              |

## Продукция
През май 2022 г. е съобщено, че Никандро Диас Гонсалес ще продуцира адаптация на чилийската теленовела El camionero и че кастингът е започнал. На 6 юли 2022 г. Габриел Сото, Сусана Гонсалес, Марк Тачер и Химена Ерера са обявени, че ще изпълняват главните роли, като работното заглавие на теленовелата е Пътищата на любовта (Los caminos del amor). Записите на теленовелата започват на 25 юли 2022 г. На 23 август 2022 г. е обявено официалното заглавие на теленовелата.

## Версии
- El camionero (2016-2017), оригинална история, чилийска теленовела, създадена от Висенте Сабатини, режисирана от Итало Галеани и Сесар Опасо и продуцирана от Вероника Сакел и Маурисио Кампос за Телевисион Насионал де Чиле, с участието на Марсело Алонсо, Мария Елена Сует и Пабло Серда.